# Exarchaat Ravenna

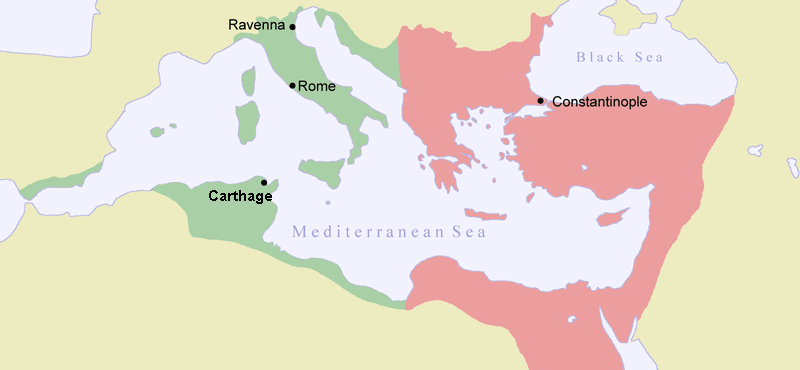
Kaart van de heroveringen onder Justinianus I.
Veroveringen
Byzantijnse Rijk voor de herovering onder Justinianus

Het exarchaat Ravenna of het exarchaat van Italië was een door de Byzantijnen beheerst deel van (Noord-)Italië van de tweede helft van de zesde eeuw tot aan 751, toen de laatste exarch ter dood werd gebracht door de Longobarden.
Het exarchaat omvatte onder andere de omgeving van Ravenna (Romagna) en de Pentapolis (Rimini, Pesaro, Fano, Sinigaglia en Ancona), verbonden met Rome en omgeving, door een corridor door de Apennijnen. Verder hoorden ook verder weg liggende gebieden tot het exarchaat: Genua en Ligurië (rond 640-650 veroverd door de Longobarden) en Napels en omgeving. Deze verder weg liggende gebieden behoorden in naam tot het exarchaat maar werden lokaal bestuurd door hertogen en magistri militum, terwijl in Rome de paus de meeste macht bezat.
Ravenna werd in 402 onder keizer Honorius de hoofdstad van de West-Romeinse Rijk. De stad had een goede haven die toegang gaf tot de Adriatische Zee. Belangrijker was echter haar ideale defensieve locatie te midden van onbegaanbare moerassen. De stad behield deze functie tot de abdicatie van de laatste West-Romeinse keizer in 476. Daarna was het de hoofdstad van Odoaker. Na de verovering van Italië door Theodorik de Grote in 493 werd het als zetel van diens Ostrogotische Rijk opnieuw hoofdstad. Theodorik liet er diverse gebouwen neerzetten.
Ten tijde van de Gotische Oorlog (535-554) van Justinianus I van Byzantium werd Ravenna bezet door troepen onder leiding van de Oost-Romeinse generaal Belisarius. Na deze herovering werd het de zetel van de provinciale gouverneur. Op dat moment was de administratieve structuur in Italia globaal gesproken nog hetzelfde als het oude stelsel dat eind derde eeuw was ingesteld door keizer Diocletianus. In 568 vielen de Longobarden onder leiding van hun koning Alboin, samen met andere Germaanse bondgenoten, Noord-Italië binnen. Het gebied was slechts een paar jaar eerder gepacificeerd, dit na zwaar te hebben geleden gedurende de lange Gotische Oorlog. De plaatselijke Romeinse troepen waren zwak. Na enkele steden ingenomen te hebben veroverden de Longobarden in 569 Milaan. Na een drie jaar durende belegering namen zijn in 572 Pavia in. Dit werd ook hun hoofdstad. In de daaropvolgende jaren veroverden zij Toscane. Anderen, onder wie Faroald I van Spoleto en Zotto, openden de aanval op Midden-en Zuid-Italië, waar zij de hertogdommen Spoleto en Benevento oprichten. Na de moord op Alboin in 573 werd de centrale macht bij de Longobarden steeds meer ondermijnd door verschillende autonome Longobardische hertogdommen.
Keizer Justinus II probeerde hiervan te profiteren en stuurde in 576 zijn schoonzoon, Baduarius, naar Italia. Deze werd echter in de strijd verslagen en gedood. De aanhoudende crisis in de Balkan en in het Oosten maakte een nieuwe keizerlijke inspanning om Italia te heroveren onmogelijk. Vanwege de Longobardische invallen waren de Romeinse bezittingen uiteengevallen in verschillende geïsoleerde gebieden. In 580 reorganiseerde keizer Tiberius I Constantijn deze gebieden in vijf provincies, die nu in het Grieks, eparchieën werden genoemd: de Annonaria in Noord-Italië rondom Ravenna, Calabrië, Campanië, Emilia en Ligurië, en de Urbicaria rondom de stad Rome (Urbs). 
Tegen het einde van de zesde eeuw stabiliseerde de nieuwe orde. Ravenna, bestuurd door haar exarch, die zowel het civiele als het militaire en kerkelijk gezag uitoefende, beperkte zich qua oppervlakte tot de stad, haar haven en naar het noorden toe de omgeving tot aan de rivier de Po. Ten noorden daarvan lag het grondgebied van de hertog van Venetië, nominaal in keizerlijke dienst. Naar het zuiden toe strekte het gebied van het exarchaat van Italië zich uit tot de rivier de Marecchia. Verderop naar het zuiden lag aan de Adriatische Zee de Pentapolis, ook onder leiding van een hertog die nominaal onder gezag van de Oost-Romeinse keizer stond. 
De tweede exarch Smaragdus slaagde er in 585 in om een wapenstilstand met de Longobarden te sluiten. In 588 hield hij bisschop Severus van Aquileia een jaar lang in Ravenna vast en dwong hij de hereniging met de Rooms-Katholieke Kerk af (de zogenaamde "driehoofdstukkenstrijd"). In 616 werd Eleutherius door keizer Heraclius tot opvolger van zijn bij een opstand gedode voorganger Johannes van Ravenna benoemd. Eleutherius ondernam in 619 een poging om door de paus tot keizer te worden gekroond, maar hij werd door zijn eigen troepen vermoord. Onder zijn opvolger, Isaac was er een korte periode van rust. Keizer Constans II zond als aanhanger van monotheletisme de exarch Olympius naar Rome om paus Martinus I te laten arresteren. Olympius koos echter de kant van de paus en probeerde naar het leek zelf keizer te worden. Hij behield de macht in het exarchaat drie jaar, waarin Martinus zijn pausschap ongehinderd kon uitoefenen, om vervolgens bij een gevecht op Sicilië te sneuvelen.
De exarch Paulus zou in opdracht van keizer Leo III geprobeerd hebben om paus Gregorius II te doden of te arresteren. Zoals de Liber Pontificalis bericht, mislukte deze aanval echter. Wel leidde dit in Italia tot een nieuwe golf van opstanden en tot een verdere uitholling van de keizerlijke heerschappij. Daar droeg ook de usurpatie door Tiberius Petasius bij. In 726/727 verbond de laatste exarch Eutychius zich met de Longobardische koning Liutprand tegen paus Gregorius, zonder dat het hen overigens lukte om de paus ten val te brengen. Na de eerste inname van Ravenna in de periode van 729-734 door de Longobarden kon Eutychius, dit keer met pauselijke en Venetiaanse steun, de stad terugwinnen. Ravenna bleef tot het oproer vanwege het iconoclasme in 727 de hoofdstad van het exarchaat.  
Gedurende zijn gehele bestaan werd het exarchaat constant bedreigd door de Longobarden, die zowel ten zuiden als ten noorden ervan gebieden in handen hadden. Dit culmineerde rond 750/51 in de verovering van Ravenna door de koning van de Longobarden Aistulf. Daarmee verdween het exarchaat van Ravenna voorgoed. Na de overwinning van de Franken op de Longobarden in 756, eiste paus Stephanus II het grondgebied van het exarchaat voor zichzelf op. Zijn bondgenoot Pepijn de Korte, koning van de Franken, schonk de veroverde gebieden van het voormalige exarchaat in 756 aan het pausdom; deze Pepijnse Schenking, die door zijn zoon Karel de Grote in 774 werd bevestigd, markeerde het begin van de wereldlijke macht van de pausen, het Patrimonium Petri. 
Na het einde van het exarchaat van Ravenna werden Napels en Calabrië, de overblijfselen van de Byzantijnse bezittingen op het Italiaans schiereiland, bij het katapanaat Italië gevoegd. Toen Sicilië in de 8e eeuw door de Arabieren werd veroverd, werden uit de rest de thema's Longobardia en Calabria gevormd. Istrië werd bij Dalmatië ingedeeld. Het laatste Byzantijnse bolwerk in Italië, Bari, viel uiteindelijk in 1071.

## Lijst van exarchen van Ravenna

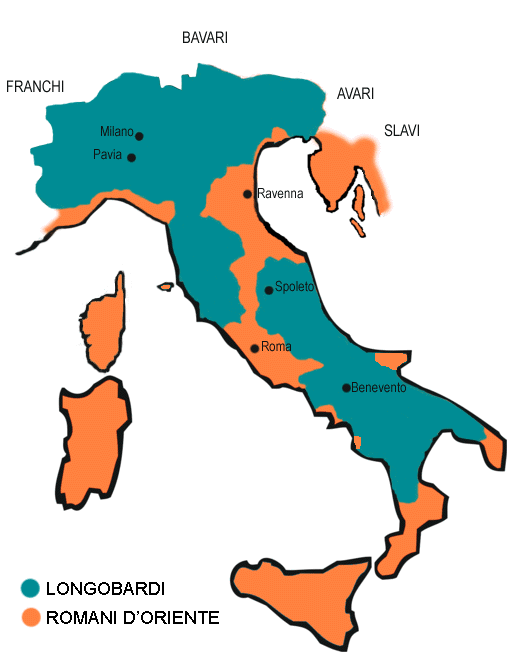
Byzantijnen (oranje) en Longobarden (cyaan) in 590.

Van sommige exarchen zijn de regeringsdata onzeker.
- Decius (584-585)
- Smaragdus (585-589) overleden 611
- Romanus (589-598)
- Callinicus (598-603)
- Smaragdus (hersteld) (603-611)
- Johannes I Lemigius (611-615)
- Eleutherius (616-619) overleden 620
- Isaac (625-643)
- Theodorus I Calliopas (643-c. 645)
- Plato (c. 645-649)
- Olympius (649-652)
- Theodorus I Calliopas (hersteld) (653- voor 666)
- Gregorius (c. 666-678)
- Theodorus II (678-687)
- Johannes II Platinus (687-702)
- Theophylactus (702-710)
- Johannes III Rizocopo (710-711)
- Scholasticus (713-723)
- Paulus (723-727)
- Eutychius (728-752)